# Johann Jakob Kaup
Johann Jakob Kaup (ur. 10 kwietnia 1803 w Darmstadt, zm. 4 lipca 1873 tamże) – niemiecki przyrodnik i paleontolog.

## Życiorys
Urodził się w Darmstadt w Hesji. Po studiach odbytych w Getyndze i Heidelbergu przeniósł się na dwa lata do Lejdy, gdzie prowadził badania nad płazami i rybami. Po powrocie do Darmstadt został asystentem w książęcym muzeum. W 1840 został inspektorem w tej samej placówce muzealnej.
W 1829 opublikował Skizze zur Entwickelungsgeschichte der europäischen Thierwelt, w których ocenił świat zwierząt jako konsekwencję rozwoju od form prostszych do bardziej złożonych – od płazów, poprzez ptaki do zwierząt preriowych. Następnie jednak uznał swoje zapatrywania jako mrzonki okresu młodości. Gdy Karol Darwin wydał O powstawaniu gatunków, Kaup ogłosił się negatywnie nastawionym do nowej teorii.
Liczne skamieniałości występujące w okolicach Darmstadt stworzyły możliwość badań paleontologicznych. Kaup zyskał sławę dzięki Beiträge zur näheren Kenntniss der urweltlichen Säugethiere publikowanej w latach 1855–1862. W latach 1842–1844 wraz z Heinrichem Georgiem Bronnem wydawał Die Gavial-artigen Reste aus dem Lias. Kaup zmarł w Darmstadt w 1873.

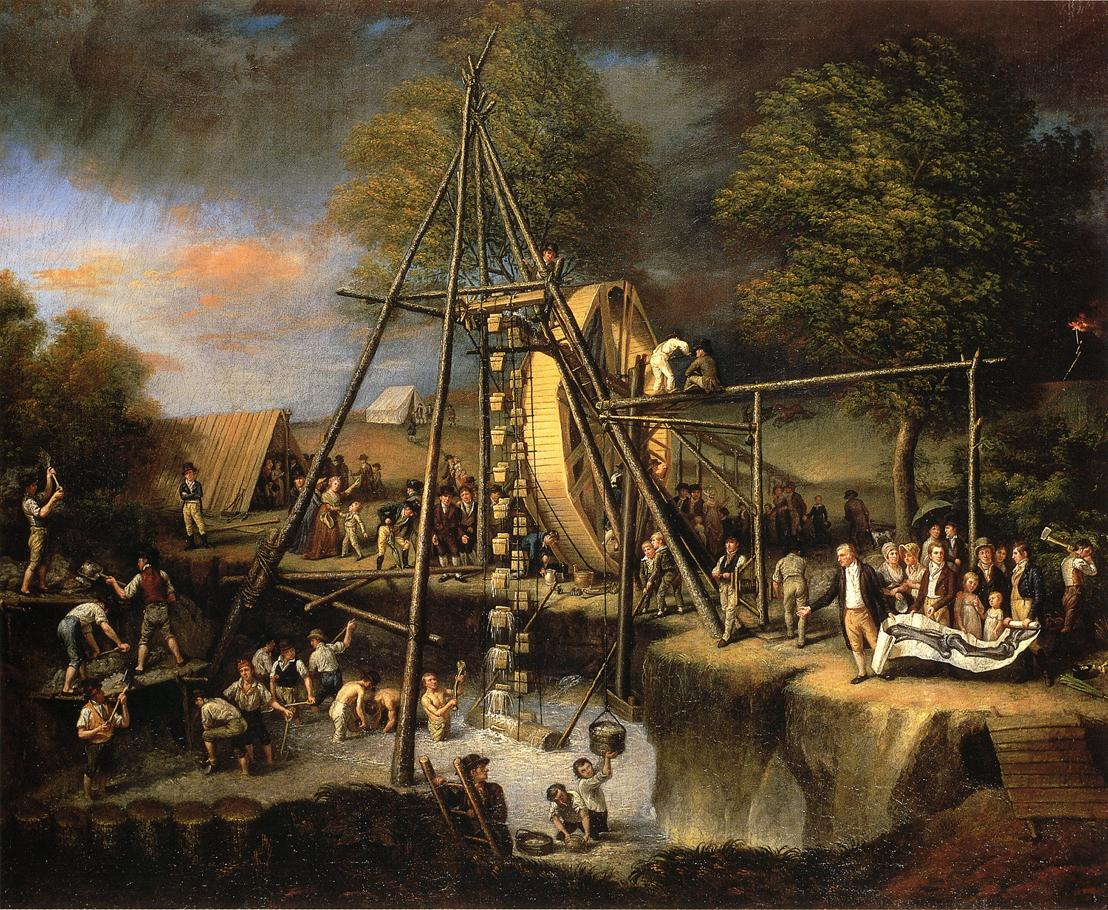
Charles Willson Peale Wydobycie mastodonta, 1806

Nazwisko Kaupa związane jest z ważnym wydarzeniem w świecie paleontologii. W 1854 przyrodnik kupił znalezionego pięćdziesiąt pięć lat wcześniej w amerykańskim Hrabstwie Orange mastodonta. Moment odkrycia prehistorycznego zwierzęcia utrwalony został na znanym w Ameryce obrazie Charlesa Willsona Peale’a The Exhumation of the Mastadon (pol. Wydobycie mastodonta) z 1806, przechowywanym w muzeum Peale’a w Baltimore. Okaz prehistorycznej fauny, który wcześniej również był prezentowany w Baltimore, znajduje się obecnie w muzeum w Darmstadt. Mastodont Kaupa był pierwszym kompletnym egzemplarzem odkrytym na terenie Stanów Zjednoczonych. Jest też drugim z wystawionych w całości okazów w Ameryce.

## Publikacje
- Skizze zur Entwickelungsgeschichte der europäischen Thierwelt, 1829
- Neuen Jahrbuch für Mineralogie, Geognosie und Petrefaktenkunde, 1832
- Die Gavial-artigen Reste aus dem Lias, 1842–1844 (razem z Heinrichem Georgiem Bronnem)
- Die gavialartigen Reptilien aus der Liasformation, 1844
- Classification der Säugethiere und Vögel, 1844
- Beiträge zur Kenntnis der urweltlichen Säugetiere, 1855–1862